# Nagbangou
Cet article possède un paronyme, voir Nabangou.
Nagbangou est une commune rurale située dans le département de Tibga de la province du Gourma dans la région de l'Est au Burkina Faso.

## Géographie
Nagbangou est situé à 7 km à l'Est de Dianga et à 7 km à l'Ouest de la route nationale 18.

## Santé et éducation
Le centre de soins le plus proche de Nagbangou est le centre de santé et de promotion sociale (CSPS) de Dianga. Le village possède une école primaire.